# أنجيلا أكي
أنجيلا أكي (باليابانية: アンジェラ・アキ) مواليد 15 سبتمبر 1977 في إيتانو، توكوشيما، اليابان من أب ياباني وأم أمريكية إيطالية هي مغنية وكاتبة أغاني يابانية واسمها الأصلي عند الولادة هو (安芸 聖世美 كيومي أكي). تخرجت من جامعة جورج واشنطن باختصاصي السياسة والموسيقى وتتكلم الإنكليزية واليابانية.
أطلقت أول ألبوماتها في الولايات المتحدة عام 2000 بعنوان «هذه الكلمات» These Words. وقامت بإصدار أغنية لعبة فاينل فانتسي XII لصالح شركة سوني بعنوان "Kiss Me Good-Bye" (قبلني مودعاً).

## الإصدارات

### ألبومات
- 4 يناير 2000 - هذه الكلمات These Words
- 9 مارس 2005 - واحد One
- 14 يونيو 2006 - بيت Home
- 19 سبتمبر 2007 - اليوم Today
- 25 فبراير 2009 - جواب Answer

### أغاني فردية
- 14 سبتمبر 2005 - منزل Home
- 18 يناير 2006 - جندي القلب (心の戦士 كوكورو نو سينشي)
- 15 مارس 2006 - قبلني مودعاً 	Kiss Me Good-Bye
- 31 مايو 2006 - هذا الحب 	This Love
- 7 مارس 2007 - لون زهر الكرز (サクラ色 ساكورا إرو)
- 23 مايو 2007 شظايا العزلة (孤独のカケラ كودوكو نو كاكيرا)
- 11 يوليو 2007 - حقاً (たしかに تاشكاني)
- 17 سبتمبر 2008 - رسالة إليك أيها الشاب ذو 15 عاماً (手紙～拝啓 十五の君へ～)

## روابط خارجية
- أنجيلا أكي على موقع IMDb (الإنجليزية)
- أنجيلا أكي على موقع ميوزك برينز (الإنجليزية)
- أنجيلا أكي على موقع أول ميوزيك (الإنجليزية)
- أنجيلا أكي على موقع ديسكوغز (الإنجليزية)
- أنجيلا أكي على موقع ديسكوغز (الإنجليزية)
- أنجيلا أكي على موقع قاعدة بيانات الفيلم (الإنجليزية)
- أنجيلا أكي على موقع ليتربوكسد (الإنجليزية)
- أنجيلا أكي على موقع ANN person (الإنجليزية)